# Staberoha vaginata
Staberoha vaginata är en gräsväxtart som först beskrevs av Carl Peter Thunberg, och fick sitt nu gällande namn av Neville Stuart Pillans. Staberoha vaginata ingår i släktet Staberoha och familjen Restionaceae. Inga underarter finns listade i Catalogue of Life.